# Rentenneurose
Unter der Entwicklung körperlicher Symptome aus psychischen Gründen, auch Rentenneurose, versteht man einen bspw. nach einem Missgeschick zutage tretenden psychischen Zustand, bei dem der Verletzte nach dem Ausheilen seiner psychischen oder physischen Verletzung einem geregelten Berufsleben nicht mehr nachgehen will. Es handelt sich um eine Form der Begehrensneurose, eine Sekundäre Ausdruckskrankheit. Der Begriff "Rentenneurose" ist veraltet, aber noch in informellem psychiatrischem Gebrauch.

## Diagnostische Kriterien
Nach ICD-10 liegt eine Entwicklung körperlicher Symptome aus psychischen Gründen dann vor, wenn körperliche Symptome schlimmer dargestellt werden, als sie sind, oder länger anhalten, als durch die körperliche Störung, die sie verursacht hat, erklärt werden kann und wenn Hinweise für eine psychische Verursachung der übertriebenen Symptome vorliegt (wie eine mögliche finanzielle Entschädigung oder Enttäuschung über die erhaltene Betreuung).
Von der Rentenneurose ist die artifizielle Störung (F68.1) abzugrenzen, bei der die äußere Motivation (z. B. Rentenbegehren) fehlt.

## Rechtliche Bewertung
Nach deutschem Recht muss der Unfallverursacher bzw. Schädiger grundsätzlich für alle Schäden aufkommen. Dies schließt auch psychische Folgeschäden ein. Sofern ein Vermögensschaden nicht vorliegt, kommt unter Umständen eine Entschädigung in Form von Schmerzensgeld in Betracht. Führt eine psychische Schädigung jedoch dazu, dass der Geschädigte seinem Beruf nicht mehr (voll) nachgehen kann, stellt dies einen in Geld messbaren Schaden dar.
Für die Frage des Schadensersatzes ist es von entscheidender Bedeutung, ob die psychisch bedingte Erwerbsunfähigkeit auf das Verhalten des Schädigers zurückzuführen ist. Prinzipiell besteht ein Schadensersatzanspruch auch bei einer psychischen Fehlverarbeitung. Gerichtlich anerkannt werden negative psychische Folgen jedoch nur, wenn sie durch ein außergewöhnlich belastendes Ereignis hervorgerufen werden. Alltägliche Geschehnisse kommen als Ursache eines Krankheitszustands nicht in Betracht. Zu beachten ist aber, dass eine besondere Empfindlichkeit des Opfers (Schadensanfälligkeit; Vulnerabilität) den Schädiger nicht entlastet.
Problematisch ist, dass der Geschädigte grundsätzlich für den Umfang seines Schadens beweispflichtig ist. Eine Beweiserhebung kann jedoch zu einer Aktualisierung des Traumas (Verschlechterung des Krankheitszustands) führen. Auch die Verjährung kann dazu führen, dass der Schädiger für den Schaden nicht mehr aufkommen muss, da psychische Folgeschäden häufig erst nach mehreren Jahren auftreten oder erkannt werden.

### Rechtsfolge
Kein Schadensersatzanspruch besteht bei einem Bagatellschaden oder einer Begehrensneurose. Im letztgenannten Fall weicht der Geschädigte lediglich den Beschwerlichkeiten des Berufslebens aus und nimmt den Unfall zum Anlass den Schädiger hierfür verantwortlich zu machen.
Gerade die Aussicht auf einen Schadensersatzanspruch erzeugt regelrecht die Begehrensneurose.